# Lepidoblepharis grandis
Espèce
Lepidoblepharis grandis est une espèce de geckos de la famille des Sphaerodactylidae.

## Répartition
Cette espèce est endémique de la province de Pichincha en Équateur.

## Description
C'est un gecko terrestre, diurne et insectivore.

## Publication originale
- Miyata, 1985 : A new Lepidoblepharis from the Pacific slope of the Ecuadorian Andes (Sauria: Gekkonidae). Herpetologica, vol. 41, n. 2, p. 121-127.